# Teresa Morejón Ferrera
Teresa Morejón Ferrera (El Negrito, Yoro, Hondures, 20 d'octubre de 1860 – 4 February 1929, San Pedro Sula, Cortés, Hondures) va ser una poeta hondurenya i la primera dama d'aquest país entre els anys 1883 i 1891. També és coneguda pel seu nom de casada, Teresa Morejón de Bográn i pel seu sobrenom la alondra de Chalguapa.

## Vida
Filla de Jose Antonio Morejon i de Faustina Ferrera, va néixer a Chalguapa, una hisenda a prop del municipi de El Negrito, a Yoro. A Santa Bárbara, va fer-se amiga de Josefa Carrasco, una altra poeta de la seva generació. Va ser al seu pare, de qui ja era amiga, a qui li va dedicar un dels seus primers poemes, datat l'any 1876.
El juny de 1878 es va casar amb el general Luis Bográn Barahona, que cinc anys més tard es convertiria en el president d'Hondures. Ocuparia el càrrec fins a l'any 1891. Va donar llum a cinc fills: Gertrudis, Concepción, Josefa Hilaria, Luis, Antonio i Román. L'any 1914 es traslladà a San Pedro Sula, en ser nomenat Superintendent del Ferrocarril Nacional el seu fill Antonia. Va ser allà on va morir el 4 de febrer de 1929.

## Obra i reconeixement
Dins del moviment del romanticisme, es considera que el seu paper en la literatura hondurenya del segle xix va ser notable i imprescindible. Formà part de la primera fornada de poetesses hondurenyes.
En honor seu, l'escola de Los Naranjos, a Santa Cruz de Yojoa (Hondures), porta el seu nom.